# Стшельно (гмина)
Стшельно (пол. Strzelno) — гмина (волость) в Польше, входит как административная единица в Могиленский повет, Куявско-Поморское воеводство. Население — 12 298 человек (на 2004 год).

## Соседние гмины
1. Гмина Иновроцлав
2. Гмина Яниково
3. Гмина Езора-Вельке
4. Гмина Крушвица
5. Гмина Могильно
6. Гмина Орхово
7. Гмина Вильчин